# Feliz día de tu muerte
Feliz día de tu muerte (en inglés: Happy Death Day) es una película estadounidense slasher de 2017 dirigida por Christopher Landon y escrita por Scott Lobdell. Está protagonizada por Jessica Rothe, Israel Broussard y Ruby Modine. La película se estrenó el 13 de octubre de 2017 por Universal Pictures.
Recaudó más $132 millones en todo el mundo y recibió críticas generalmente buenas con valoraciones que la consideran entretenida a la vez que reconocen la premisa familiar, y la describen como "Groundhog Day mezclado con Scream".
La secuela, Feliz día de tu muerte 2, se estrenó el 14 de febrero de 2019 en los cines.

## Trama
Tras una noche de fiesta y borrachera, la estudiante universitaria Theresa "Tree" Gelbman se despierta el día de su cumpleaños en el dormitorio de su compañero Carter Davis. Ignora una llamada de su padre, despide a Carter y regresa a su habitación. Su compañera de hermandad Lori Spengler le regala un cupcake, el cual ella tira. Tree se reúne con su profesor casado, Gregory Butler, con quien mantiene una aventura. Esa noche, de camino a una fiesta, Tree es atraída a un túnel y asesinada por una figura que lleva una máscara de la mascota de la escuela.
Tree se despierta inmediatamente en la cama de Carter y se siente desconcertada al comprobar que los sucesos del día anterior se repiten. Desconcertada, revive el día, esta vez evitando el túnel y llegando a la fiesta. Sin embargo, el asesino enmascarado la sigue y la asesina de nuevo. Tree vuelve a despertarse en la cama de Carter, se da cuenta de que está en un bucle temporal y se atrinchera en su habitación para evitar la muerte. El asesino, ya escondido dentro, la asesina por tercera vez.
Al despertar, Tree explica los hechos a Carter. Éste le sugiere que aproveche el bucle para identificar a su asesino. Tree pasa las siguientes iteraciones siguiendo a personas que considera sospechosas, pero cada vez es asesinada. Tras despertar de un bucle en el que es apaleada, Tree se desmaya y despierta en el hospital del campus. Su cuerpo muestra signos de recuperación de múltiples lesiones traumáticas, lo que indica que ha conservado daños físicos de sus muertes anteriores. Cuando aparece el asesino, Tree escapa del hospital en el coche de Gregory, sólo para ser perseguida y asesinada de nuevo, falleciendo calcinada.
De vuelta en la cama de Carter, Tree le convence de su situación demostrándole su conocimiento de los acontecimientos del día. Tree admite que alberga un tremendo odio hacia sí misma, en particular por haber alejado a su padre tras la muerte de su madre tres años atrás. Tree ve un reportaje en las noticias locales sobre John Tombs, un asesino en serie recluido en el hospital del campus. Concluyendo que Tombs es su asesino, Tree corre al hospital para avisar de su fuga. Tombs se libera y casi mata a Tree, pero Carter la sigue y la rescata. Tombs mata a Carter antes de perseguir a Tree hasta un campanario cercano, donde le somete con una palanca. Antes de asestarle un golpe mortal, se da cuenta de que si mata a Tombs y acaba con el bucle, Carter seguirá muerto para siempre. Corre a lo alto de la torre y se cuelga de la cuerda de la campana.
Tree despierta en el dormitorio de Carter y lo encuentra vivo de nuevo. Ahora segura de haber resuelto su asesinato, prosigue felizmente a lo largo del día. Pone fin a su romance con el Dr. Butler y queda con su padre para comer, donde ambos empiezan a reconciliarse. Esa noche, va al hospital y atrapa y mata a Tombs. Aliviada por ser por fin libre, celebra su cumpleaños en la habitación de Carter y se come el cupcake que le regaló Lori.
Tree se despierta todavía en el bucle. Horrorizada, vuelve a su habitación con la intención de huir, donde Lori le ofrece de nuevo el cupcake. Tree se da cuenta de que el bucle anterior era la única vez que había comido el cupcake, y que había muerto mientras dormía. Tree se da cuenta de que Lori es su verdadera asesina. Lori había envenenado el cupcake, pero cuando Tree no se lo comió, Lori utilizó su trabajo como enfermera en el hospital para inculpar a Tombs del asesinato de Tree. Tree amenaza con llevar el cupcake a la policía, pero Lori la ataca. Lori admite que también tuvo una aventura con el Dr. Butler, cuya preferencia por Tree volvió loca de celos a Lori. En la pelea que sigue, Tree le mete el cupcake envenenado en la boca a Lori y luego la tira por la ventana de un segundo piso hasta matarla.
En un restaurante, Tree y Carter reflexionan sobre los acontecimientos del día y él le ofrece su habitación para pasar la noche. Al día siguiente, Tree se despierta creyendo que sigue en el bucle temporal, pero Carter no tarda en revelarle que sólo le estaba gastando una broma y que en realidad es el día siguiente. Tree se siente demasiado aliviada como para enfadarse con él y ambos se besan.

## Reparto
- Jessica Rothe como Theresa "Tree" Gelbman
- Israel Broussard como Carter Davis
- Ruby Modine como Lori Spengler
- Rachel Matthews como Danielle Bouseman
- Charles Aitken como Gregory Butler
- Caleb Spillyards como Tim Bauer
- Phi Vu como Ryan Phan
- Rob Mello como John Tombs
- Laura Clifton como Stephanie Butler
- Jason Bayle como David Gelbman
- Cariella Smith como Becky Shepard
- Blaine Kern III como Nick Sims
- Tran Tran como Emily
- Ramsey Anderson como Keith Lumbley
- Dane Rhodes como el oficial Santora
- Donna Duplantier como la enfermera Deena
- Missy Yager como Julie Gelbman

## Producción

### Preproducción
La película se anunció por primera vez en julio de 2007, con Megan Fox como la protagonista. La película se tituló originalmente Half to Death, producida por Michael Bay y Rogue Pictures, y dirigida por Antti Jokinen. Christopher Landon fue contratado para reescribir el guion de Scott Lobdell, y si bien le gustó el guion reescrito, el estudio decidió no seguir adelante con él. El proyecto fue revivido años más tarde, ya que la productora original, Angela Mancuso, almorzó con Landon y recordó sobre Half to Death. Landon decidió enviar el guion a Jason Blum de Blumhouse Productions, con quien había trabajado en las secuelas de Paranormal Activity, y él lo aprobó, dando lugar a la aceptación de Universal Pictures. Blumhouse anunció el proyecto el 11 de octubre de 2016, con la dirección de Landon y Jessica Rothe en el papel principal de la película. El 8 de noviembre de 2016, se anunció que Ruby Modine, Charles Aitken y Rachel Matthews se habían unido al elenco, junto con Rothe e Israel Broussard. La película finalmente recibió el título de Happy Death Day en junio de 2017.
La máscara fue construida por Tony Gardner, el mismo hombre que construyó la máscara infame de "Ghostface" de cada película de Scream, y su diseño fue personal. Landon explica: "Durante la preproducción... esperaba a mi primer hijo. No sé si solo tenía bebés en el cerebro, o si estaba inconscientemente asustado de convertirme en padre, pero esa imagen de bebé flotaba en mi mente. Tony también nos hizo una máscara de cerdo, pero cuando usé la máscara de bebé en la oficina, asusté a un compañero de trabajo, y pensamos... sí, esto es. Este es el indicado." Scream se incluyó entre las influencias que Christopher Landon tomó para la película, junto con Halloween (1978), Groundhog Day y y comedias de la década de 1980, como Sixteen Candles y Back to the Future, dado que su objetivo era hacer una "película de terror divertida y tonta" que transmitiera un buen mensaje a "esta era de las redes sociales y todas las cosas malas que los niños se hacen" tal como en Groundhog Day, el protagonista se convierte en una mejor persona mientras está atrapado en un ciclo de tiempo.

### Escritura
El escritor Scott Lobdell dijo que quería jugar con los tropos del género slasher, ya que según él "cada película slasher se abre con la chica mala y la buena chica viviendo hasta el final. Y pensé: '¿Cómo puedo hacer, 'La chica mala y la chica buena son la misma persona?'"  En el borrador original, Lori y el Dr. Butler fueron los asesinos juntos. Landon dice: "Fueron una pareja de psicópatas que asesinaron a Tree juntos. Al final no funcionó para mí. Pensé que Gregory era una gran oportunidad para ser sospechoso. Para hacerlo un asesino, no me ayudó. Eso fue un cambio que realmente quería hacer." Además, en el borrador original no había cumpleaños, y ningún romance, que Landon agregó para humanizar a Tree. Landon decidió acortar el nombre de la protagonista, de Teresa a Tree, que también transmitió el arco de su personaje, ya que «los árboles necesitan crecer y se ve que este personaje va de una persona a otra».

### Rodaje
La filmación tuvo lugar en Universidad de Loyola en New Orleans, Luisiana, y duró 5 semanas. Las escenas donde Tree despierta en la cama de Carter después de su muerte fueron filmadas una detrás de la otra en un lapso de dos días. Se suponía que la escena después de la muerte de Lori estaba en la fraternidad, pero el permiso de filmación había terminado antes de que la producción pudiese filmar allí, lo que obligó a cambiar la ubicación a un restaurante de Los Ángeles que también apareció en otra producción de Blumhouse, Split.

### Final alternativo
En el final original de la película, Tree es llevada al hospital después de su encuentro con Lori. El médico le indica que se mantenga alejada de los analgésicos durante al menos un día debido a la extensión de sus lesiones. Después de que él se va, una enfermera entra y le dice a Tree que le está dando algo para el dolor, entonces Tree le informa a la enfermera de las órdenes del médico. La enfermera se revela la esposa del Dr. Butler, Stephanie, quien asesina a Tree en venganza por el romance entre ella y el Dr. Butler.
Esta versión fue recibida negativamente por la audiencia, lo que obligó a los guionistas a presentar el final en cines.

## Lanzamiento
Happy Death Day se estrenó el 13 de octubre de 2017 por Universal Pictures.

### Recaudación
Happy Death Day recaudó $55.7 millones en los Estados Unidos y Canadá, y $67 millones en otros territorios, por un total mundial de $122.6 millones, en comparación con un presupuesto de producción de $4.8 millones.
En los Estados Unidos y Canadá, Happy Death Day se lanzó junto con Marshall, The Foreigner y Professor Marston and the Wonder Women, y se esperaba que recaudara entre $15–20 millones de dólares de 3.130 salas en su primer fin de semana. Hizo $1 millón de dólares en proyecciones del jueves por la noche en 2.450 salas, similar a The Visit ($1.05 millones en 2015) y $11.6 millones en su primer día, lo que aumenta las proyecciones de fin de semana a $26 millones. Recaudó $26.5 millones, encabezando la taquilla, convirtiéndose en la tercera película de Blumhouse Productions de 2017 (después de Split y Get Out) en hacerlo. Cayó un 64% en su segundo fin de semana a $9.4 millones, terminando en tercer lugar detrás de los recién llegados Boo 2! A Madea Halloween y Geostorm.

## Recepción
En Rotten Tomatoes, la película tiene un índice de aprobación del 71%, basado en 116 reseñas, con una calificación promedio de 6/10. El consenso crítico del sitio dice: «Happy Death Day pone un toque de ciencia ficción con humor negro en las convenciones slasher, con una cortesía añadida gracias a una actuación espectacular de Jessica Rothe». En Metacritic, la película tiene un puntaje promedio ponderado de 57 sobre 100, basado en 26 críticos, que indica "reseñas mixtas". Las audiencias encuestadas por CinemaScore le dieron a la película una calificación promedio de "B" en una escala A + a F.

## Secuela
El director Christopher Landon ha hablado sobre la posibilidad de una secuela, centrándose en por qué Tree entró en un bucle temporal. Jessica Rothe afirmó que aunque la mayoría de las secuelas de terror recauchutan el original, el tono de Landon «eleva la película de ser una película de terror a una película de género tipo Back to the Future, donde la continuación se une a nosotros desde donde lo dejamos, explica muchas cosas que no explicaron en la primera, y lo eleva todo.» La filmación está programada para comenzar en mayo de 2018.